# Gebäudeversicherung Kanton Zürich
Die GVZ Gebäudeversicherung Kanton Zürich ist eine kantonale Gebäudeversicherung. Seit über 200 Jahren versichert die GVZ obligatorisch alle Gebäude im Kanton Zürich gegen Feuer- und Elementarschäden. Als einzige Gebäudeversicherung der Schweiz bietet sie ihren Kunden zusätzlich eine beschränkte Erdbebenversicherung an. Die GVZ wurde 1808 gegründet und ist eine selbständige öffentlich-rechtliche Anstalt des Kantons Zürich.
Im Jahr 2021 versicherte die GVZ 297'148 Gebäude, die ein Versicherungskapital von 528,5 Milliarden Schweizer Franken aufwiesen. Der Prämienertrag daraus betrug 131,2 Mio. Schweizer Franken. Weitere 36,7 Mio. Schweizer Franken wurden durch Brandschutzabgaben eingenommen. Dem gegenüber stand eine abgeschätzte Schadenssumme von 191,3 Mio. Schweizer Franken. Darüber hinaus unterhält die GVZ einen Erdbebenfonds, der mit 200 Mio. Schweizer Franken geäufnet ist sowie einen Reservefond in Höhe von 1'574,4 Mio. Schweizer Franken.
Die GVZ arbeitet nicht gewinnorientiert, richtet sich aber in ihren Tätigkeiten nach wirtschaftlichen Grundsätzen. Mit ihrem Engagement für Brandschutz, Elementarschadenprävention und die Feuerwehren ist sie nicht nur eine Versicherung, sondern eine eigentliche Sicherheitsinstitution für alle im Kanton Zürich lebenden und arbeitenden Menschen.

## Rechtsgrundlagen
Die gesetzlichen Grundlagen bilden das Gesetz über die Gebäudeversicherung (862.1), die Vollzugsbestimmungen für die Gebäudeversicherung (862.11), das Geschäftsreglement für die Gebäudeversicherung (862.111), das Gesetz über die Feuerpolizei und das Feuerwehrwesen (861.1), die Verordnungen über den vorbeugenden Brandschutz (861.12), über die Feuerwehr (861.2) und über die Subventionen der Gebäudeversicherungsanstalt an den Brandschutz (861.21) sowie die Vollzugsvorschriften zur Verordnung über die Feuerwehr (861.211), die Verordnung über den ABC-Schutz (528.1).

## Organisation
Die GVZ untersteht der Oberaufsicht des Zürcher Kantonsrates, der den Geschäftsbericht und die Jahresrechnung genehmigt. Die allgemeine Aufsicht wird vom Zürcher Regierungsrat ausgeübt, der die Schätzungskreise und die externe Revisionsstelle bestimmt.
Der Verwaltungsrat, der vorwiegend aufsichtsrechtliche Aufgaben übernimmt, besteht aus sieben Mitgliedern. Diesem gehört von Amtes wegen der für die Gebäudeversicherungsanstalt zuständige Vorstand der kantonalen Sicherheitsdirektion (früher war die GVZ der Direktion der Justiz und des Innern angegliedert) – derzeit Regierungsrat Mario Fehr – sowie sechs durch den Regierungsrat gewählte Mitglieder aus dem Kreis der Hauseigentümer, der Gemeinden und der Wirtschaft.
Die Geschäftsführung der GVZ obliegt der Direktion.

## Betriebsstrukturen
Die GVZ gliedert sich in drei Hauptabteilungen Versicherung, Brandschutz (ehm. Kantonale Feuerpolizei) und Feuerwehr.
Die externen Mitarbeiter der GVZ sind Schätzer, Feuerwehr-Instruktoren und Blitzschutzaufseher. Sie arbeiten im Nebenamt für die GVZ.

### Abteilung Versicherung
Leiter der Abteilung Versicherung: Banz Andre
Alle Gebäude im Kanton Zürich versichert die GVZ gegen Feuer-, Elementar- und Erdbebenschäden. Die GVZ kümmert sich im Schadenfall im Rahmen ihres Versicherungsauftrags um die Schadenregulierung und entschädigt die Betroffenen. Im Sinne der Prävention orientiert die GVZ Gebäudeeigentümerinnen und Gebäudeeigentümer sowie Bauherrschaften über wirkungsvolle Massnahmen zur Vorbeugung von Feuer- und Elementarschäden aus Überschwemmungen, Hagel und Sturm. Die Abteilung Versicherung ist auch für das Schätzungswesen im Kanton Zürich verantwortlich. Im Kanton Zürich gibt es 12 Hauptschätzer, denen unterstehen noch weitere Schätzer. Die Schätzer werden zur Einschätzung von Neubauten oder An- und Umbauten und zur Schadenabschätzung eingesetzt.

### Abteilung Brandschutz (Kantonale Feuerpolizei)
Leiter der Abteilung Brandschutz: Thomas Keller
Der Brandschutz fördert die Prävention vor Brandgefahren im Kanton Zürich. Der Brandschutz ist verantwortlich für die Umsetzung der Schweizerischen Brandschutzvorschriften im Kanton Zürich. Der Brandschutz unterstützt im Rahmen dieser Aufgabe die kommunalen Brandschutzbeauftragten in den Gemeinden im Vollzug und bildet Planerinnen und Planer sowie viele weitere Bauschaffende aus. Bei Gebäuden mit erhöhtem Brandrisiko legt die GVZ die Brandschutzmassnahmen fest und führt periodische Kontrollen durch. Weitere Aufgaben des Brandschutzes sind die Erteilung von Bewilligungen (z. B. Bewilligung zur Reinigung von Feuerungsanlagen im Kanton Zürich für Kaminfeger), die Subvention von Brandschutzmassnahmen, die Abnahme und Kontrolle von technischer Brandschutzanlagen.

### Abteilung Feuerwehr (Kantonale Feuerwehr)
Leiter der Abteilung Feuerwehr: Renato Mathys
Die Abteilung Feuerwehr übt die strategische Aufsicht über die Feuerwehr im Kanton Zürich aus und koordiniert die das Feuerwehrwesen in enger Zusammenarbeit mit den Gemeinden. Die GVZ sorgt für die Sicherstellung einer hohen Einsatzbereitschaft und Qualität für eine kantonsweite einheitliche Ausbildung, Ausrüstung und Alarmierung der Angehörigen der Feuerwehr.